# Deke Slayton
Donald Kent "Deke" Slayton, född 1 mars 1924 i Sparta, Wisconsin, död 13 juni 1993 i League City, Texas, var en amerikansk astronaut och officer i USA:s flygvapen. Slayton blev uttagen till Astronautgrupp 1 för Mercuryprogrammet, men blev den enda som inte flög en Mercurykapsel på grund av upptäckt hjärtfel; han blev då borttagen från flygstatus. Slayton vägrade emellertid godkänna detta och krävde att få genomgå nya tester, och i början på 1970-talet fick han åter flygtjänst. Därefter genomförde han sin första och enda rymdfärd, i samband med Apollo-Sojuz-testprojektet.
Orbital ATK:s rymdfarkoster Cygnus CRS Orb-3 och Cygnus CRS OA-4 var uppkallad efter honom.

## Militär karriär och studier
Slayton var pilot för USA:s arméflygvapen under andra världskriget och flög 56 stridsuppdrag över Europa och sju över Japan.
1949 tog Slayton en kandidatexeman i flyg- och rymdteknik vid University of Minnesota.

## Rymdfärder

### Mercury 7
Slayton var ursprungligen vald för flygningen Mercury 7, med kapseln Delta 7, men innan flygningen blev han borttagen från flygstatus av medicinska skäl. Färden genomfördes istället av Scott Carpenter ombord Aurora 7.

### Apollo-Sojuz-testprojektet
1973 återfördes han till flygstatus och listades för den amerikansk-sovjetiska flygningen 1975. Den genomförde han tillsammans med Vance D. Brand och Thomas P. Stafford.
Slayton lämnade NASA:s astronautkår 27 februari 1982.

### Statistik
| Färd   | Datum                  | Tid       | EVA     |
| ------ | ---------------------- | --------- | ------- |
| ASTP   | 1975 15 juli - 24 juli | 217:28:24 | 0:00:00 |
| Totalt | Totalt                 | 217:28:24 | 0:00:00 |

## Familjeliv
Slayton var gift med Bobbie Osborn, och hade sonen Kent från ett tidigare äktenskap.